# كلارك دبليو. تومسون
كلارك دبليو. تومسون (بالإنجليزية: Clark W. Thompson)‏ هو مسير أعمال وسياسي أمريكي، ولد في 6 أغسطس 1896 في الولايات المتحدة، وتوفي بنفس المكان في 16 ديسمبر 1981. حزبياً، نشط في الحزب الديمقراطي. انتخب عضو مجلس النواب الأمريكي.